# Casale Cremasco-Vidolasco
Casale Cremasco - Vidolasco es una localidad y comune italiana de la provincia de Cremona, región de Lombardía, con 1.828 habitantes.

## Evolución demográfica
| Gráfica de evolución demográfica de Casale Cremasco-Vidolasco entre 1861 y 2001 |
|                                                                                 |
| Fuente ISTAT - elaboración gráfica de Wikipedia                                 |